# Mercato darknet
Un Mercato darknet o criptomercato è un sito web commerciale del dark web, web oscuro, (da non confondere col Deep web) che opera attraverso darknet come Tor o I2P.
La loro funzione primaria è di mercato nero, permettendo transazioni di droghe, e armi cibernetiche (come virus), armi, contraffazione di denaro, carte di credito rubate, creazione di documenti falsi, farmaci senza licenza, steroidi anabolici, e altre beni illeciti come la vendita di prodotti legali
Nel dicembre 2014, uno studio di Gareth Owen dell'Università di Portsmouth suggerisce che i secondi siti più famosi su Tor erano mercati darknet..

## Storia

### Dalla chiusura Silk road ad oggi
Dall'ottobre 2015, AlphaBay viene riconosciuto come il più grande mercato..
Da allora in poi, fino al 2016, fu un periodo di lunga stabilità per i mercati, fino ad aprile, quando il grande mercato Nucleus crollò per ragioni sconosciute.
Nel maggio 2017, il mercato  'Bloomsfield' chiuse dopo indagini in Slovacchia che portò all'arresto dei suoi operatori. Successivamente, è il turno del longevo mercato 'Outlaw' a causa di un furto di un portafogli di bitcoin.

## Elenco di Mercati darknet

### Attivi
- Samsara market
- Silkroad 3.0
- Empire market
- wallstreet
- Bitcoinpharma
- Olympus

### Disattivi
- Assassination market
- Agora
- Atlantis
- AlphaBay Black Market Reloaded
- Berlusconi dark web, chiuso ad ottobre 2021 con l'operazione Dark HunTOR[13]
- C'thulhu Evolution
- DarkMarket (chiuso a gennaio 2021)[13]
- DeepSea (chiuso ad ottobre 2021 con l'operazione Dark HunTOR)[13]
- Hydra, chiuso dall'Ufficio Centrale per la Lotta alla Criminalità Informatica tedesco (ZIT) e l'Ufficio Federale di Polizia Criminale tedesco (BKA) ad aprile 2022[14]
- Haowang Guarantee[15]
- The Farmer's Market
- Sheep Marketplace
- Salvini market, spento dall'FBI e dall'Interpol nel 2019
- TheRealDeal Utopia
- Evolution (gli amministratori hanno eseguito una frode d'uscita, quindi hanno chiuso il sito)